# 2009 a filmművészetben

## Események
| Hónap   | Nap | Esemény |
| ------- | --- | --- |
| február | 27  | A 34. César-gálán a legsikeresebb francia film Martin Provost Séraphine című alkotása lett, a 9 jelölésből 7 Césart nyert, közte a legjobb filmnek, a legjobb eredeti forgatókönyvnek, a legjobb operatőrnek és a legjobb színésznőnek járó díjakat. A legjobb külföldi film kategóriában az izraeli Ari Folman Libanoni keringő című animációs filmje olyan alkotásokat utasított maga mögé, mint Sean Penn Út a vadonba, Paul Thomas Anderson Vérző olaj, vagy a belga Dardenne testvérek Lorna csendje című filmje. A legtöbb, tíz jelölést kapott Halálos közellenség – Public Enemy (rendező: Jean-François Richet) mindössze három Césart kapott: a legjobb rendező, a legjobb hang, valamint – Vincent Cassel révén – a legjobb színész díjakat. Tiszteletbeli Césart kapott Dustin Hoffman. |
| május   | 13  | Kezdetét vette a 62. Cannes-i Fesztivál. |
| május   | 24  | A 62. Cannes-i Fesztiválon osztrák film, Michael Haneke A fehér szalag című alkotása nyerte az Arany Pálmát (valamint a FIPRESCI-díjat, továbbá kivívta az Ökumenikus zsűri külön dicséretét). A legjobb színész díját az ugyancsak osztrák Christoph Waltz kapta, Quentin Tarantino Becstelen brigantyk című filmjében nyújtott alakításáért, míg a legjobb színésznőnek a francia Charlotte Gainsbourgot választotta a zsűri. A legjobb rendezés díját a fülöp-szigeteki Brillante Mendoza vehette át, Alain Resnais pedig különdíjban részesült. |

## Sikerfilmek
| #  | cím                               | stúdió         | összbevétel    | észak-amerikai bevétel | gyártási költség |
| -- | --------------------------------- | -------------- | -------------- | ---------------------- | ---------------- |
| 1  | Avatar                            | Fox            | $2 779 551 867 | $760 507 625           | $237 000         |
| 2  | Harry Potter és a Félvér Herceg   | Warner         | $933 959 197   | $301 959 197           | $250 000         |
| 3  | Jégkorszak 3. – A dínók hajnala   | Fox            | $886 686 817   | $196 573 705           | $90 000          |
| 4  | Transformers: A bukottak bosszúja | Paramount / DW | $836 297 228   | $402 111 870           | $200 000         |
| 5  | 2012                              | Sony           | $769 679 473   | $166 112 167           | $200 000         |
| 6  | Fel                               | Buena Vista    | $731 342 744   | $293 004 164           | $175 000         |
| 7  | Alkonyat: Újhold                  | Summit         | $709 827 462   | $296 623 634           | $50 000          |
| 8  | Sherlock Holmes                   | Warner         | $523 029 864   | $209 028 679           | $90 000          |
| 9  | Angyalok és démonok               | Sony           | $485 930 816   | $133 375 846           | $150 000         |
| 10 | Másnaposok                        | Warner         | $467 483 912   | $277 322 503           | $35 000          |

## Filmbemutatók

### Magyar filmek
január – december
| Cím                     | Rendező                        | Forgalmazó                  |
| ----------------------- | ------------------------------ | --------------------------- |
| Made in Hungária        | Fonyó Gergely                  | Budapest Film               |
| Nem vagyok a barátod    | Pálfi György                   | Budapest Film               |
| Apaföld                 | Nagy Viktor Oszkár             | Mozinet                     |
| Príma primavera         | Edelényi János                 | Mokép-Pannónia              |
| Álom.net                | N.Forgács Gábor                | HCC Media Group             |
| Papírrepülők            | Szabó Simon                    | Budapest Film               |
| Intim fejlövés          | Szajki Péter                   | Katapult Film               |
| Hitvallók és ügynökök   | Kabay Barna és Petényi Katalin | Europa 2000                 |
| Rózsaszín sajt          | Tóth Barnabás                  | Mozinet                     |
| Szuperbojz              | Kabay Barna                    | CinmeaStar Budapest         |
| Utolsó idők (film)      | Mátyássy Áron                  | Budapest Film               |
| Utolsó jelentés Annáról | Mészáros Márta                 | Hunnia Filmstúdió           |
| Csiribiri               | Rózsa János                    | Objektív Filmstúdió         |
| Tréfa                   | Gárdos Péter                   | Budapest Film               |
| Koccanás                | Török Ferenc                   | Szuez Film                  |
| 1                       | Pater Sparrow                  | Mozinet                     |
| Szobafogság             | Daniel Young                   | Skyfilm                     |
| A legbátrabb város      | Matúz Gábor                    | Közép-európai Média Intézet |
| Poligamy                | Orosz Dénes                    | Skyfilm                     |

### Észak-amerikai, országos bemutatók
január – december

| Magyar cím                                          | Eredeti cím                                     | Rendező                                | Stúdió / Forgalmazó     | [ 6 ] |
| --------------------------------------------------- | ----------------------------------------------- | -------------------------------------- | ----------------------- | ----- |
| 12 menet                                            | 12 Rounds                                       | Renny Harlin                           | 20th Century Fox        |       |
| 2012                                                | 2012                                            | Roland Emmerich                        | Sony / Columbia         |       |
| 500 nap nyár                                        | (500) Days of Summer                            | Marc Webb                              | Fox Seachlight          |       |
| 51-es bolygó                                        | Planet 51                                       | Jorge Blanco                           | Sony / Columbia         |       |
| 9                                                   | 9                                               | Shane Acker                            | Focus Features          |       |
| Ahol a vadak várnak                                 | Where the Wild Things Are                       | Spike Jonze                            | Warner Bros.            |       |
| Alkonyat: Újhold                                    | The Twilight Saga: New Moon                     | Chris Weitz                            | Summit Entertainment    |       |
| Alvin és a mókusok 2.                               | Alvin and the Chipmunks: The Squeakquel         | Betty Thomas                           | 20th Century Fox        |       |
| Amelia – Kalandok szárnyán                          | Amelia                                          | Mira Nair                              | Fox Searchlight         |       |
| Angyalok és démonok                                 | Angels & Demons                                 | Ron Howard                             | Sony / Columbia         |       |
| Az árva                                             | Orphan                                          | Jaume Collet-Serra                     | Warner Bros.            |       |
| Astro Boy                                           | Astro Boy                                       | David Bowers                           | Summit Entertainment    |       |
| Avatar                                              | Avatar                                          | James Cameron                          | 20th Century Fox        |       |
|                                                     | Battle for Terra                                | Aristomenis Tsirbas                    | Lionsgate Films         |       |
| Becstelen brigantyk                                 | Inglourious Basterds                            | Quentin Tarantino                      | The Weinstein Company   |       |
| Egy boltkóros naplója                               | Confessions of a Shopaholic                     | P. J. Hogan                            | Buena Vista             |       |
| A Boszorkány-hegy                                   | Race to Witch Mountain                          | Andy Fickman                           | Buena Vista             |       |
| Brüno                                               | Brüno                                           | Larry Charles                          | Universal Pictures      |       |
| Bunyó                                               | Fighting                                        | Dito Montiel                           | Rogue Pictures          |       |
| A bűn árfolyama                                     | The International                               | Tom Tykwer                             | Sony / Columbia         |       |
|                                                     | The Collector                                   | Marcus Dunstan                         | Freestyle Releasing     |       |
| Coraline és a titkos ajtó                           | Coraline                                        | Henry Selick                           | Focus Features          |       |
| Crank 2.: Magasfeszültség                           | Crank: High Voltage                             | Mark Neveldine és Brian Taylor         | Lionsgate Films         |       |
| A csajok háborúja                                   | Bride Wars                                      | Gary Winick                            | 20th Century Fox        |       |
| Csodakavics                                         | Shorts                                          | Robert Rodríguez                       | Warner Bros.            |       |
| A csúf igazság                                      | The Ugly Truth                                  | Robert Luketic                         | Sony / Columbia         |       |
| Derült égből fasírt                                 | Cloudy with a Chance of Meatballs               | Phil Lord és Chris Miller              | Sony / Columbia         |       |
| Derült égből szerelem                               | Love Happens                                    | Brandon Camp                           | Universal Pictures      |       |
| Diploma után                                        | Post Grad                                       | Vicky Jenson                           | 20th Century Fox        |       |
| District 9                                          | District 9                                      | Neill Blomkamp                         | TriStar Pictures        |       |
| A doboz                                             | The Box                                         | Richard Kelly                          | Warner Bros.            |       |
| Doctor Parnassus és a képzelet birodalma            | The Imaginarium of Doctor Parnassus             | Terry Gilliam                          | Sony Classics           |       |
| A dolgok állása                                     | State of Play                                   | Kevin Macdonald                        | Universal Pictures      |       |
| Dragonball: Evolúció                                | Dragonball Evolution                            | James Wong                             | 20th Century Fox        |       |
| Egek ura                                            | Up in the Air                                   | Jason Reitman                          | Paramount Pictures      |       |
| Egyszerűen bonyolult                                | It's Complicated                                | Nancy Meyers                           | Universal Pictures      |       |
| Éjszaka a múzeumban 2.                              | Night at the Museum: Battle of the Smithsonian  | Shawn Levy                             | 20th Century Fox        |       |
| Elrabolva                                           | Taken                                           | Pierre Morel                           | 20th Century Fox        |       |
| Az elveszettek földje                               | Land of the Lost                                | Brad Silberling                        | Universal Pictures      |       |
| Az energia                                          | Push                                            | Paul McGuigan                          | Summit Entertainment    |       |
| Excsajok szelleme                                   | Ghosts of Girlfriends Past                      | Mark Waters                            | Warner Bros. (New Line) |       |
| A fantasztikus Róka úr                              | Fantastic Mr. Fox                               | Wes Anderson                           | 20th Century Fox        |       |
| Fel                                                 | Up                                              | Pete Docter                            | Buena Vista             |       |
| A Föld                                              | Earth                                           | Alastair Fothergill és Mark Linfield   | Buena Vista             |       |
| Fűrész VI.                                          | Saw VI                                          | Kevin Greutert                         | Lionsgate Films         |       |
| Gamer – Játék a végsőkig                            | Gamer                                           | Mark Neveldine és Brian Taylor         | Lionsgate Films         |       |
| G-Force – Rágcsávók                                 | G-Force                                         | Hoyt Yeatman                           | Buena Vista             |       |
| G. I. Joe: A Kobra árnyéka                          | G.I. Joe: The Rise of Cobra                     | Stephen Sommers                        | Paramount Pictures      |       |
| Görögbe fogadva                                     | My Life in Ruins                                | Donald Petrie                          | Fox Searchlight         |       |
| Hajrá, Bliss!                                       | Whip It                                         | Drew Barrymore                         | Fox Searchlight         |       |
| Hajsza a föld alatt                                 | The Taking of Pelham 1 2 3                      | Tony Scott                             | Sony / Columbia         |       |
| Halálos iram                                        | Fast and Furious                                | Justin Lin                             | Universal Pictures      |       |
| Halloween II.                                       | Halloween II                                    | Rob Zombie                             | Weinstein / Dimension   |       |
| Hannah Montana: A film                              | Hannah Montana The Movie                        | Peter Chelsom                          | Buena Vista             |       |
| Harry Potter és a Félvér Herceg                     | Harry Potter and the Half-Blood Prince          | David Yates                            | Warner Bros.            |       |
| Hasonmás                                            | Surrogates                                      | Jonathan Mostow                        | Buena Vista             |       |
| A hercegnő és a béka                                | The Princess and the Frog                       | Ron Clements és John Musker            | Buena Vista             |       |
| High School Rock                                    | Bandslam                                        | Todd Graff                             | Summit Entertainment    |       |
| Hírnév                                              | Fame                                            | Kevin Tancharoen                       | Metro-Goldwyn-Mayer     |       |
| Hívatlan vendég                                     | The Uninvited                                   | Charles Guard és Thomas Guard          | Paramount (DreamWorks)  |       |
| Hova lettek Morganék?                               | Did You Hear About the Morgans?                 | Marc Lawrence                          | Sony / Columbia         |       |
|                                                     | I Can Do Bad All By Myself                      | Tyler Perry                            | Lionsgate Films         |       |
| Az időutazó felesége                                | The Time Traveler's Wife                        | Robert Schwentke                       | Warner Bros. (New Line) |       |
| Az informátor!                                      | The Informant!                                  | Steven Soderbergh                      | Warner Bros.            |       |
| Invictus – A legyőzhetetlen                         | Invictus                                        | Clint Eastwood                         | Warner Bros.            |       |
| Jégkorszak 3. – A dínók hajnala                     | Ice Age: Dawn of the Dinosaurs                  | Carlos Saldanha                        | 20th Century Fox        |       |
| Jonas Brothers: A 3D koncertélmény!                 | Jonas Brothers: The 3D Concert Experience       | Bruce Hendricks                        | Buena Vista             |       |
| Julie és Julia – Két nő, egy recept                 | Julie & Julia                                   | Nora Ephron                            | Sony / Columbia         |       |
| Kalandpark                                          | Adventureland                                   | Greg Mottola                           | Miramax Films           |       |
| Kapitalizmus: Szeretem!                             | Capitalism: A Love Story                        | Michael Moore                          | Overture Films          |       |
| Karácsonyi ének                                     | A Christmas Carol                               | Robert Zemeckis                        | Buena Vista             |       |
| Kecskebűvölők                                       | The Men Who Stare at Goats                      | Grant Heslov                           | Overture Films          |       |
| Kegyetlen titok                                     | Sorority Row                                    | Stewart Hendler                        | Summit Entertainment    |       |
| Képlet                                              | Knowing                                         | Alex Proyas                            | Summit Entertainment    |       |
| Kettős játék                                        | Duplicity                                       | Tony Gilroy                            | Universal Pictures      |       |
| A kezdet kezdete                                    | Year One                                        | Harold Ramis                           | Sony / Columbia         |       |
| Kilenc                                              | Nine                                            | Rob Marshall                           | The Weinstein Company   |       |
| Ki nevet a végén?                                   | Funny People                                    | Judd Apatow                            | Universal Pictures      |       |
| Kísértetjárás Connecticutban                        | The Haunting in Connecticut                     | Peter Cornwell                         | Lionsgate Films         |       |
| Kivonat                                             | Extract                                         | Mike Judge                             | Miramax Films           |       |
| Komfortos mennyország                               | The Lovely Bones                                | Peter Jackson                          | Paramount (DreamWorks)  |       |
| Közellenségek                                       | Public Enemies                                  | Michael Mann                           | Universal Pictures      |       |
| Kutyaszálló                                         | Hotel for Dogs                                  | Thor Freudenthal                       | Paramount (DreamWorks)  |       |
| Egy lányról                                         | An Education                                    | Lone Scherfig                          | Sony Classics           |       |
| Lehetek az eseted?                                  | I Love You Beth Cooper                          | Chris Columbus                         | 20th Century Fox        |       |
| Lódító hódító                                       | The Invention of Lying                          | Ricky Gervais és Matthew Robinson      | Warner Bros.            |       |
|                                                     | Madea Goes to Jail                              | Tyler Perry                            | Lionsgate Films         |       |
| Másnaposok                                          | The Hangover                                    | Todd Phillips                          | Warner Bros.            |       |
| Megint 17                                           | 17 Again                                        | Burr Steers                            | Warner Bros. (New Line) |       |
| Michael Jackson: This Is It                         | Michael Jackson's This Is It                    | Kenny Ortega                           | Sony / Columbia         |       |
| Miért éppen Minnesota?                              | New in Town                                     | Jonas Elmer                            | Lionsgate Films         |       |
| Mindenki megvan                                     | Everybody's Fine                                | Kirk Jones                             | Miramax Films           |       |
| Miss Március                                        | Miss March                                      | Zach Cregger és Trevor Moore           | Fox Searchlight         |       |
| A mostohaapa                                        | The Stepfather                                  | Nelson McCormick                       | Sony / Screen Gems      |       |
|                                                     | My Sister's Keeper                              | Nick Cassavetes                        | Warner Bros.            |       |
| Nász-ajánlat                                        | The Proposal                                    | Anne Fletcher                          | Buena Vista             |       |
| Negyedik típusú találkozások                        | The Fourth Kind                                 | Olatunde Osunsanmi                     | Universal Pictures      |       |
| Nem kellesz eléggé                                  | He's Just Not That Into You                     | Ken Kwapis                             | Warner Bros. (New Line) |       |
|                                                     | Next Day Air                                    | Benny Boom                             | Summit Entertainment    |       |
| Nindzsagyilkos                                      | Ninja Assassin                                  | James McTeigue                         | Warner Bros.            |       |
|                                                     | Not Easily Broken                               | Bill Duke                              | Sony / Screen Gems      |       |
| Notorious B.I.G. – A N.A.G.Y. rapper                | Notorious                                       | George Tillman Jr.                     | Fox Searchlight         |       |
| Ő a megoldás                                        | All About Steve                                 | Phil Traill                            | 20th Century Fox        |       |
| Ördög bújt beléd                                    | Jennifer's Body                                 | Karyn Kusama                           | 20th Century Fox        |       |
| Őrült szenvedély                                    | Obsessed                                        | Steve Shill                            | Sony / Screen Gems      |       |
| Őrült szív                                          | Crazy Heart                                     | Scott Cooper                           | Fox Searchlight         |       |
| Pandorum                                            | Pandorum                                        | Christian Alvart                       | Overture Films          |       |
| Paranormal Activity – Mi történik, miközben alszol? | Paranormal Activity                             | Oren Peli                              | Paramount Pictures      |       |
| Páros mellékhatás                                   | Couples Retreat                                 | Peter Billingsley                      | Universal Pictures      |       |
| Péntek 13.                                          | Friday the 13th                                 | Marcus Nispel                          | Warner Bros. (New Line) |       |
| A pláza ásza                                        | Paul Blart: Mall Cop                            | Steve Carr                             | Sony / Columbia         |       |
| Pokolba taszítva                                    | Drag Me to Hell                                 | Sam Raimi                              | Universal Pictures      |       |
| Pokoli édenkert                                     | A Perfect Getaway                               | David Twohy                            | Universal Pictures      |       |
| Pomponsrácok                                        | Fired Up                                        | Will Gluck                             | Sony / Screen Gems      |       |
| Ponyo a tengerparti sziklán                         | Gake no ue no Ponyo                             | Mijadzaki Hajao                        | Buena Vista             |       |
|                                                     | Precious: Based on the Novel "Push" by Sapphire | Lee Daniels                            | Lionsgate Films         |       |
| Rémségek cirkusza                                   | Cirque du Freak: The Vampire's Assistant        | Paul Weitz                             | Universal Pictures      |       |
| Rockhajó                                            | The Boat That Rocked                            | Richard Curtis                         | Focus Features          |       |
| A rózsaszín párduc 2.                               | The Pink Panther 2                              | Harald Zwart                           | Sony / Columbia         |       |
| Seholország                                         | Imagine That                                    | Karey Kirkpatrick                      | Paramount Pictures      |       |
| Sherlock Holmes                                     | Sherlock Holmes                                 | Guy Ritchie                            | Warner Bros.            |       |
| Spancserek                                          | I Love You, Man                                 | John Hamburg                           | Paramount (DreamWorks)  |       |
| Star Trek                                           | Star Trek                                       | JJ Abrams                              | Paramount Pictures      |       |
|                                                     | Street Fighter: The Legend of Chun-Li           | Andrzej Bartkowiak                     | 20th Century Fox        |       |
| A szállítmány                                       | Armored                                         | Antal Nimród                           | Sony / Screen Gems      |       |
| A szerv                                             | Observe and Report                              | Jody Hill                              | Warner Bros.            |       |
| A szív bajnokai                                     | The Blind Side                                  | John Lee Hancock                       | Warner Bros.            |       |
| A szólista                                          | The Soloist                                     | Joe Wright                             | Paramount (DreamWorks)  |       |
| Szörnyek az űrlények ellen                          | Monsters Vs. Aliens                             | Rob Letterman és Conrad Vernon         | Paramount (DreamWorks)  |       |
| Táncfilm                                            | Dance Flick                                     | Damien Dante Wayans                    | Paramount Pictures      |       |
| Terminátor: Megváltás                               | Terminator Salvation                            | McG                                    | Warner Bros.            |       |
| Testvérek                                           | Brothers                                        | Jim Sheridan                           | Lionsgate Films         |       |
| Tintaszív                                           | Inkheart                                        | Iain Softley                           | Warner Bros. (New Line) |       |
| Tiszta Napfény                                      | Sunshine Cleaning                               | Christine Jeffs                        | Overture Films          |       |
| Törvénytisztelő polgár                              | Law Abiding Citizen                             | F. Gary Gray                           | Overture Films          |       |
| Transformers: A bukottak bosszúja                   | Transformers: Revenge of the Fallen             | Michael Bay                            | Paramount (DreamWorks)  |       |
|                                                     | Transylmania                                    | David Hillenbrand és Scott Hillenbrand | Full Circle Releasing   |       |
| A túlvilág szülötte                                 | The Unborn                                      | David S. Goyer                         | Universal Pictures      |       |
| Ufók a padláson                                     | Aliens in the Attic                             | John Schultz                           | 20th Century Fox        |       |
| Underworld: A vérfarkasok lázadása                  | Underworld: Rise of the Lycans                  | Patrick Tatopoulos                     | Sony / Screen Gems      |       |
| Az utolsó ház balra                                 | The Last House on the Left                      | Dennis Iliadis                         | Universal Pictures      |       |
| Vakító fehérség                                     | Whiteout                                        | Dominic Sena                           | Warner Bros.            |       |
| A végső állomás                                     | The Final Destination                           | David R. Ellis                         | Warner Bros. (New Line) |       |
| Vén csontok                                         | Old Dogs                                        | Walt Becker                            | Buena Vista             |       |
| A verda horda: Adj el, vagy hullj el!               | The Goods: Live Hard, Sell Hard                 | Neal Brennan                           | Paramount Vantage       |       |
| Véres Valentin                                      | My Bloody Valentine                             | Patrick Lussier                        | Lionsgate Films         |       |
| Watchmen – Az őrzők                                 | Watchmen                                        | Zack Snyder                            | Warner Bros.            |       |
| Woodstock a kertemben                               | Taking Woodstock                                | Ang Lee                                | Focus Features          |       |
|                                                     | X Games 3D The Movie                            | Steve Lawrence                         | Buena Vista             |       |
| X-Men kezdetek: Farkas                              | X-Men Origins: Wolverine                        | Gavin Hood                             | 20th Century Fox        |       |
| Zombieland                                          | Zombieland                                      | Ruben Fleischer                        | Sony / Columbia         |       |

### További bemutatók
| Magyar cím              | Eredeti cím            | Rendező              | [ 6 ] |
| ----------------------- | ---------------------- | -------------------- | ----- |
| Bazi rossz Valentin-nap | I Hate Valentine's Day | Nia Vardalos         |       |
| Az elektromos ködben    | In the Electric Mist   | Bertrand Tavernier   |       |
| Hold                    | Moon                   | Duncan Jones         |       |
| A harcmező hírnökei     | The Messenger          | Oren Moverman        |       |
| A hülyeség kora         | The Age of Stupid      | Franny Armstrong     |       |
| Otthonunk               | Home                   | Yann Arthus-Bertrand |       |
| Egy egyedülálló férfi   | A Single Man           | Tom Ford             |       |
| Az út                   | The Road               | John Hillcoat        |       |
| Jump                    | Jump                   | Stephen Fung         |       |
| A mindenttudó           | Arlen Faber            | John Hindman         |       |

## Díjak, fesztiválok
- 81. Oscar-gála

legjobb film: Gettómilliomos
legjobb férfi főszereplő: Sean Penn – Milk
legjobb női főszereplő: Kate Winslet – A felolvasó
legjobb férfi mellékszereplő: Heath Ledger - A sötét lovag
legjobb női mellékszereplő: Penélope Cruz - Vicky Cristina Barcelona
- 66. Golden Globe-gála

legjobb film (dráma): Gettómilliomos
legjobb rendező: Danny Boyle (Gettómilliomos)
legjobb színész (dráma): Mickey Rourke (A pankrátor)
legjobb színésznő (dráma): Kate Winslet (A szabadság útjai)
- 22. Európai Filmdíj-gála

legjobb film: A fehér szalag
legjobb rendező: Michael Haneke – A fehér szalag
legjobb színésznő: Kate Winslet – A felolvasó
legjobb színész: Tahar Rahim – A próféta
közönségdíj: Gettómilliomos
- 34. César-gála

legjobb film: Séraphine, rendezte: Martin Provost
legjobb külföldi film: Libanoni keringő, rendezte: Ari Folman
legjobb rendező: Jean-François Richet – A kuszkusz titka
legjobb színész: Vincent Cassel – Halálos közellenség
legjobb színésznő: Yolande Moreau – Séraphine
- 62. Cannes-i Fesztivál

Arany Pálma: Das weiße Band (A fehér szalag) – rendező: Michael Haneke
nagydíj: Un prophète (A próféta) – rendező: Jacques Audiard
legjobb rendezés díja: Kinatay – rendező: Brillante Mendoza
a zsűri díja: Szomjúság – rendező: Park Chan-Wook és Akvárium – rendező: Andrea Arnold
legjobb női alakítás díja: Charlotte Gainsbourg – Antikrisztus
legjobb férfi alakítás díja: Christoph Waltz – Becstelen brigantyk
legjobb forgatókönyv díja: Chun feng chen zui de ye wan – forgatókönyvíró: Mei Feng
különdíj: Alain Resnais
- 62. BAFTA-gála
- 29. Arany Málna-gála

legrosszabb film: Love Guru
legrosszabb remake: Indiana Jones és a kristálykoponya királysága
legrosszabb rendező: Uwe Boll – 1968 Tunnel Rats, A király nevében és Postal
legrosszabb női főszereplő: Paris Hilton – A dögös és a dög
legrosszabb férfi főszereplő: Mike Myers – Love Guru
- 2009-es Magyar Filmszemle

## Halálozások
- január 1. – Edmund Purdom, brit színész
- január 3. – Pat Hingle, amerikai színész
- január 3. – Olga San Juan, amerikai színésznő
- január 12. – Claude Berri, francia filmrendező
- január 13. – Folke Sundquist, svéd színész
- január 13. – Patrick McGoohan, amerikai színész
- január 14. – Ricardo Montalbán, mexikói színész
- január 27. – Györffy László, magyar színész
- február 6. – James Whitmore, amerikai színész
- február 11. – Albert Barillé, francia rajzfilmrendező
- február 16. – Dorothy Dean Bridges, amerikai színésznő, Jeff Bridges és Beau Bridges anyja
- február 22. – Howard Zieff, amerikai filmrendező
- március 3. – Sydney Chaplin, amerikai színész, Charlie Chaplin fia
- március 4. – Horton Foote, Oscar-díjas amerikai forgatókönyvíró
- március 6. – Horváth Teri, magyar színésznő
- március 7. – Tullio Pinelli, olasz forgatókönyvíró
- március 11. – Bacsó Péter, magyar filmrendező
- március 13. – Betsy Blair, amerikai színésznő
- március 15. – Ron Silver, amerikai színész
- március 18. – Natasha Richardson, angol színésznő
- március 19. – Breyer Zoltán, színész, szinkronszínész
- április 1. – Miguel Ángel Suárez, Puerto Ricó-i színész
- április 2. – Lou Perryman, amerikai színész
- április 12. – Marilyn Chambers, amerikai pornószínésznő
- április 14. – Peter Rogers, angol filmproducer
- április 20. – Bagó László, színművész
- április 22. – Ken Annakin, angol filmrendező
- április 22. – Jack Cardiff, Oscar-díjas angol operatőr
- április 25. – Beatrice Arthur, amerikai színésznő
- május 4. – Dom DeLuise, amerikai színész
- május 4. – Fritz Muliar, osztrák színész
- május 12. – Roger Planchon, francia rendező
- május 20. – Lucy Gordon, angol színésznő
- május 20. – Oleg Ivanovics Jankovszkij, orosz színész
- június 3. – David Carradine, amerikai színész
- június 7. – Somló Ferenc, színész, a Miskolci Nemzeti Színház örökös tagja
- június 17. – Goffredo Unger, olasz színész, statiszta, rendező
- június 25. – Farrah Fawcett, amerikai színésznő
- június 30. – Jan Molander, svéd filmrendező és színész
- június 30. – Harve Presnell, amerikai színész
- július 1. – Karl Malden, Oscar-díjas amerikai színész
- július 21. – Fenyvessy Éva, színművész, filmszínésznő
- augusztus 5. – Budd Schulberg, Oscar-díjas amerikai forgatókönyvíró
- augusztus 6. – John Hughes, amerikai filmrendező, forgatókönyvíró, producer
- augusztus 30. – Kishonti Ildikó, magyar színésznő
- szeptember 2. – Kristóf Tibor, színművész, szinkronszínész
- szeptember 6. – Sim, francia színész és komikus
- szeptember 14. – Patrick Swayze, amerikai színész
- szeptember 16. – Luciano Emmer, olasz filmrendező
- szeptember 25. – Bujtor István, magyar színész, filmrendező
- október 20. – Dargay Attila, rajzfilmrendező, Budapest díszpolgára
- október 23. – Lou Jacobi, amerikai karakterszínész
- november 7. – Hőgye Zsuzsanna, Jászai Mari-díjas színművésznő
- november 7. – Anselmo Duarte, brazil filmrendező, színész, forgatókönyvíró
- november 15. – Jocelyn Quivrin, francia színész
- december 1. – Szörényi Éva, Kossuth-díjas színésznő
- december 3. – Richard Todd, angol katonatiszt, színész
- december 3. – Iglódi István, Kossuth-díjas színész, rendező, színigazgató
- december 4. – Vjacseszlav Vasziljevics Tyihonov, orosz színész, Stirlitz megformálója
- december 9. – Gene Barry, amerikai színész
- december 17. – Dan O'Bannon, amerikai színész, rendező, forgatókönyvíró
- december 17. – Jennifer Jones, Oscar-díjas amerikai színésznő
- december 20. – Arnold Stang, amerikai karakterszínész
- december 20. – Brittany Murphy, amerikai színésznő